# 華商報 (德國)
華商報（德語：Chinesische Handelszeitung）是一份在欧洲出版发行的综合性中文报纸，创刊于1996年底。
德国中文报人修海涛与徐彬在1996年底创办，并任社长、总编，至2021年6月30日退休。2021年7月1日，Goldenway GmbH接管《华商报》，曹晴任主编。该报每期64个版面，涵盖广告、餐饮、贸易、房地产、旅游、移民、保险、交通、留学等。面对新的网络社交媒体的竞争和新冠瘟疫的冲击，该报已开始转型，更多地将报纸的内容与广告转移到社交媒体上。从2021年1月开始改成月刊，每月月初出版。 
华商报社曾举办各类大型华人活动：2002年首届汉堡卡拉OK大赛、2005年中华环球小姐选美大赛（首届德国赛区）、2009年法兰克福河谷节、2012年法兰克福中国文化节、2014、2015中国春节除夕跨年晚会等。
华商报社还不定期出版《德国华商手册》、《德国华商黄页》、《法兰克福的华人世界》（中德双语）、《北威州的华人世界》（中德双语）等书籍，还与不同机构合作推出了《首届德国华人商贸协会代表座谈会纪念册》、《德国中餐协会手册》、《中国企业在德国》等小册子。在2005年到2008年之间还出版过中德双语的旅游杂志《你好欧洲》（季刊）。
华商报社是“世界华文传媒协会”、“欧洲华文传媒协会”和“海外华文传媒协会”、“世界商报联盟”等跨国界的同业协会的成员。